# Corynoptera subfurcifera
Corynoptera subfurcifera är en tvåvingeart som beskrevs av Werner Mohrig och Hovemeyer 1992. Corynoptera subfurcifera ingår i släktet Corynoptera och familjen sorgmyggor.
Artens utbredningsområde är Tyskland. Arten är reproducerande i Sverige. Inga underarter finns listade i Catalogue of Life.